# Ingrid Sandvik
Ingrid Sandvik (2 de junho de 1921 - 16 de junho de 1976) foi uma política norueguesa do Partido Trabalhista.

## Carreira
Ela subiu nas fileiras do Partido Trabalhista, na Liga da Juventude dos Trabalhadores, até ser eleita para o conselho municipal de Orkdal. Na época, ela era a única vereadora do sexo feminino. Ao tornar-se presidente de Orkdal em 1968, ela era a única mulher presidente de câmara na Noruega. Ela também foi membro do conselho escolar do condado e foi vice-presidente do condado. Sandvik serviu como vice-representante no Parlamento da Noruega por Sør-Trøndelag durante os mandatos 1969-1973 e 1973-1977. No total, ela reuniu-se durante 79 dias de sessão parlamentar.
Antes do final do seu último mandato como deputada no Parlamento, faleceu na sequência de um período de doença. Ela já havia deixado o cargo de presidente em 1975 pelo mesmo motivo.